# Josef Pehr
Josef Pehr, né le 14 août 1919 à Prague où il est mort le 17 août 1986, est un acteur, metteur en scène, marionnettiste, auteur de pièces de théâtre de marionnettes et professeur de théâtre tchèque.
Il est le père de l'actrice et artiste Jana Krausová, le grand-père de l'acteur et chanteur David Kraus et de l'acteur et metteur en scène Adam Kraus.

## Biographie
Josef Pehr termine en 1942 quatre années d'études au département d'art dramatique du Conservatoire de Prague. Durant ses études, il travaille comme acteur au Théâtre Indépendant (1939-1943) et de 1943 à 1945 au Théâtre de Vinohrady. En 1944, le théâtre est fermé par les nazis, et il fonde avec sa première femme Luba Skořepová et son collègue de longue date Miloš Nesvadba son propre groupe de marionnettes. Après la fin de la Seconde Guerre mondiale, il devient membre du Studio ND de Jindřich Honzl du Théâtre national et en même temps membre de l'Ensemble dramatique du Théâtre national (Činohra Národního divadla), où il travaille jusqu'à la fin juin 1985. 
Il a créé plus de 120 rôles sur les scènes du Théâtre national. 
À partir de 1953, il enseigne à temps partiel au département de marionnettes de la Divadelní fakulta Akademie múzických umění v Praze (DAMU), où il devient professeur associé en 1965 et professeur en 1978.
Il a également joué dans de nombreux films tchèques, notamment à la fin des années 1940 et dans les années 1950, a joué comme marionnettiste dans diverses émissions de variétés pour enfants et a également été actif aux débuts de la télévision tchécoslovaque, où il a dirigé la marionnette populaire Pepíček, le chien marionnette et les personnages Kuťásek et Kutilky.
Sa seconde épouse est l'actrice Jiřina Genzerová.
Il est enterré au cimetière de Prague-Modřany.

## Filmographie
- 1944 : Paklíč : un chauffeur de taxi
- 1945 : Rozina Sebranec : le compagnon
- 1946 : Pancho se žení : un pickpocket
- 1947 : Nevíte o bytě? : le marionnettiste Josef Novotný
- 1949 : Pan Novák : le chef d'orchestre Karel
- 1952 : Dovolená s Andělem (cs) : le bricoleur Václav Mašek
- 1954 : Byl jednou jeden král… : un joueur de cornemuse
- 1954 : Comment Bricolet et Bricolette se sont levés le matin (auteur du scénario)
- 1955 : Hudba z Marsu : un membre de l'Ensemble
- 1964 : Táto, sežeň štěně : le chef d'orchestre Vaňha
- 1976 : Milenci z kiosku
- 1977 : O líném Honzovi